# Edwin Venturi
 (janvier 2021).
Si vous disposez d'ouvrages ou d'articles de référence ou si vous connaissez des sites web de qualité traitant du thème abordé ici, merci de compléter l'article en donnant les références utiles à sa vérifiabilité et en les liant à la section « Notes et références ».
Edwin Venturi est un personnage de fiction dans la série canadienne Derek, joué par Daniel Magder. 

## Description
Edwin est le frère de Derek et Marti, et le nouveau demi-frère de Casey et Lizzie. Son père est Goerges Venturi et sa belle-mère est Nora McDonald. Sa mère biologique est Abby, qui est présente dans un épisode. Edwin est le normal garçon de 13 ans. Il s'amuse à faire des blagues à sa demi-sœur et il aime beaucoup des jeux vidéo (particulièrement Babe Raider). Il est connu pour être très secret, et il fait tout ce que son frère lui demande. Il essaye d'émuler son grand frère. Il est aussi connu pour avoir un cas d'odeur du pied sévère. 
Normalement, il essaie d'être comme son grand frère, mais l'arrivée d'un autre enfant son âge a lui changé[Quoi ?]. Après l'arrivée de Lizzie, il ne suit pas Derek si souvent. Il est aussi très intelligent en mathématique, et il comprend des concepts mieux que des qu'un garçon de 13 ans (comme dans l'épisode "Retournement de situation", où il montre qu'il comprend la théorie du chaos). Dans un épisode, il a commencé à aimer une fille "développée", et c'est connu qu'il a peur des souris, comme Derek et Georges. Il a aussi un ami, Teddy, qui est vu dans deux épisodes. 
Parmi ses compétences, il y a la comédie, les expériments psychologues, la danse, du rap, et quelquefois, il cuisine. 
Edwin a eu une blonde, Michaëlle, mais souvent elle n'avait pas compris ses intentions, à cause des conseils de Derek. Après Michaëlle a annulé leur rendez-vous, Il a arrêté de prendre les conseils de Derek et a commencé de prendre des conseils de Casey. Dans l'épisode final de série, Edwin était suspendu de l'école sur le jour de graduation de Derek et Casey.